# 힘줄 (음식)
동물의 힘줄은 필리핀, 중국, 일본, 한국, 인도네시아, 태국, 라오스, 캄보디아 및 베트남 전통을 포함한 일부 아시아 요리의 재료로 사용된다. 힘줄은 질기고 섬유질이 많지만 오랜 시간 조리하면 부드러워진다. 어떤 경우에는 8시간 동안 끓일 수도 있고, 다른 요리에서는 튀겨서 준비하기도 한다. 콜라겐이 다량 함유되어 있어 삶거나 끓인 후에는 지방 함량이 낮음에도 불구하고 고지방 쇠고기의 식감을 모방하는 것으로 묘사되기도 한다. 한 저자는 힘줄 튀김의 맛이 치차론과 비슷하다고 설명했다.

## 요리

### 중국
인기 있는 중국 요리 중 하나는 힘줄을 마늘에 절인 쏸바오뉴진(蒜爆牛筋)이다. 딤섬 음식점에서 종종 제공된다.

### 한국
한국 요리에서 쇠심은 회로 먹거나 나물로 데쳐 먹는다. 한국에서 쇠심을 먹는 가장 일반적인 방법은 고압으로 쪄서 부드럽게 먹는 것이다. 찐 쇠심은 파와 간장과 함께 먹거나 때로는 사골 국물에 담기도 한다.

### 일본
일본 요리에서는 쇠심을 "규스지"라 부르며 오뎅의 일반적인 재료로 사용된다.

## 같이 보기
- 쇠심